# Christiane Hrasky
Christiane Hrasky (* 1970 in Riesa an der Elbe) ist eine deutsche Kirchenmusikerin und Chorleiterin.

## Leben
Hrasky studierte Kirchenmusik an der Hochschule für Kirchenmusik in Dresden und Orgel an der Hochschule für Musik in Freiburg. Von 1996 bis 2001 war sie als Kirchenmusikerin an der Trinitatiskirche in Reichenbach im Vogtland tätig, anschließend bis 2011 an der Paul-Gerhardt-Kirche in Hamburg-Altona. 2009 übernahm sie die Leitung des Franz-Schubert-Chores Hamburg.
Von 2013 bis 2015 war Hrasky Lehrbeauftragte für Chorleitung, Kinderchorleitung und Stimmbildung an der Hochschule für Künste Bremen. Von 2014 bis 2015 leitete sie die Singschule Hamburg-Niendorf.
Ab November 2015 war sie Landeskantorin des Evangelischen Chorverbandes Niedersachsen-Bremen mit 32.000 Sängern in 1200 Chören. 2018 wurde sie zur Landeskantorin der Nordkirche ernannt.